# Chata pod Borišovom
Chata pod Borišovom – schronisko turystyczne pod szczytem Borišov (1510 m) w Wielkiej Fatrze na Słowacji. W różnych źródłach podawana jest różna wysokość położenia schroniska: 1300 m, 1312 m, 1366 m.

## Historia
Schronisko zostało wybudowane przez Oddział Klubu Czechosłowackich Turystów (słow. Klub Československých Turistov, KČST) z Martina. Budowę prowadził majster Jančárik. Budowę rozpoczęto w 1937 r., dokończono - ze względu na odległość i trudny dostęp – dopiero w 1942 r. Początkowo schronisko nie było zaopatrzone w wodę, trzeba ją było przynosić z pobliskiego źródła (50 m poniżej). Nie miało też stałego gospodarza, mógł w nim nocować każdy, a klucz wisiał przed drzwiami. Wojenne czasy spowodowały, że nocowali w nim głównie partyzanci. Pobliski, bezleśny szczyt Ploská był miejscem zrzutów broni, amunicji i wyposażenia wojskowego dla partyzantów. Przed zrzutem palono na nim ogniska oznaczające miejsca zrzutu. W czasie słowackiego powstania narodowego schronisko obsadziły niezorganizowane jednostki armii słowackiej.
Wyjątkowym zbiegiem okoliczności schronisko uniknęło zniszczenia przez Niemców i już od maja 1945 r. ochotnicy z Klubu Słowackich Turystów i Narciarzy (KSTL) z Martina zaczęli je remontować. Oddane do użytku w lipcu 1949 r. mogło przyjąć jednorazowo 30-40 turystów. Po wojnie było kilkakrotnie remontowane (m.in. doprowadzono do schroniska wodę). Zimą nocują w nim obecnie m.in. uczestnicy odbywającego się od 1957 r. narciarskiego rajdu Wielką Fatrą (słow. Zimny prejazd Veľkou Fatrou) – odległość ok. 50 km. Obecnie właścicielem schroniska jest Klub Słowackich Turystów.

## Opis schroniska

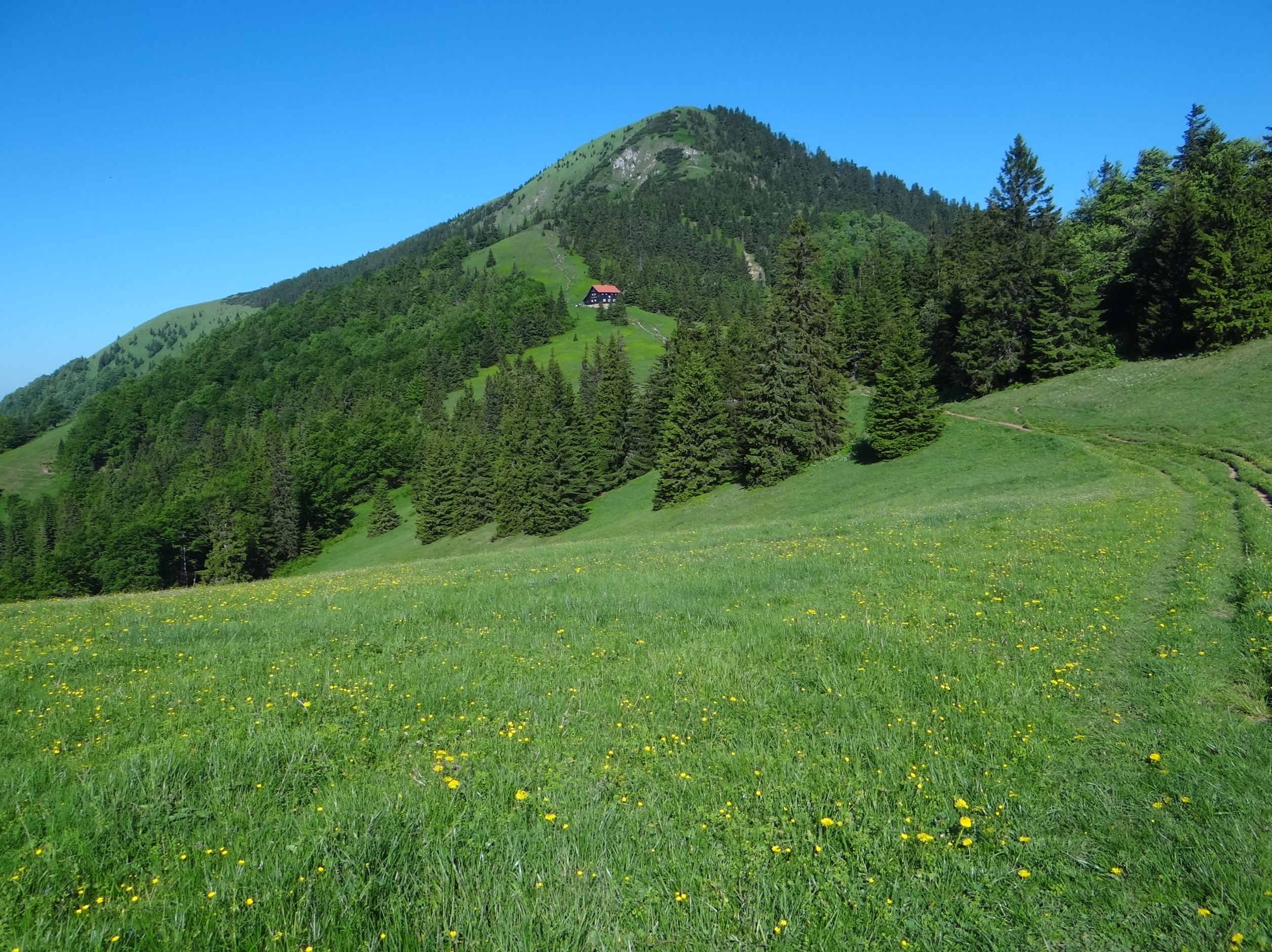
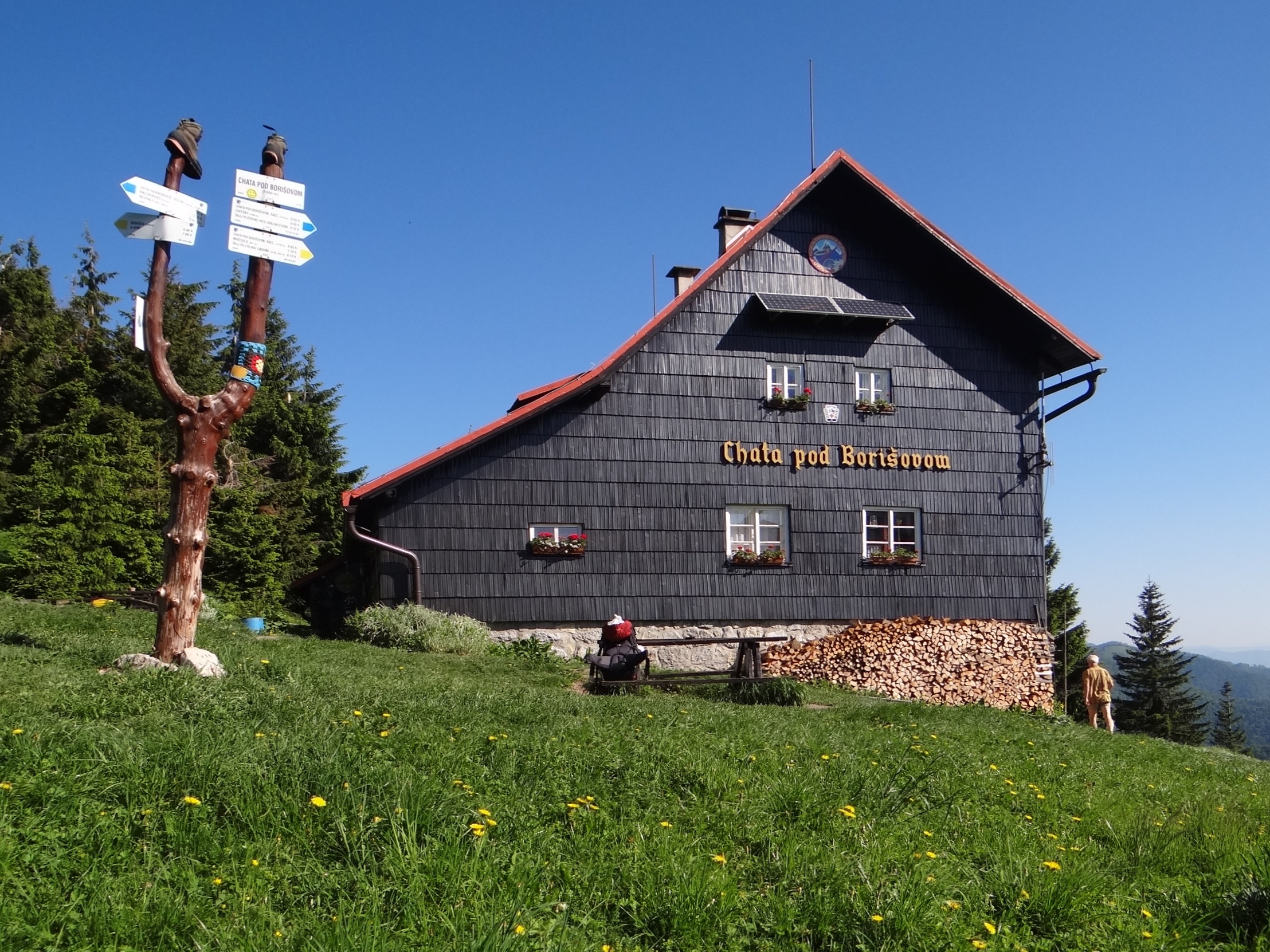
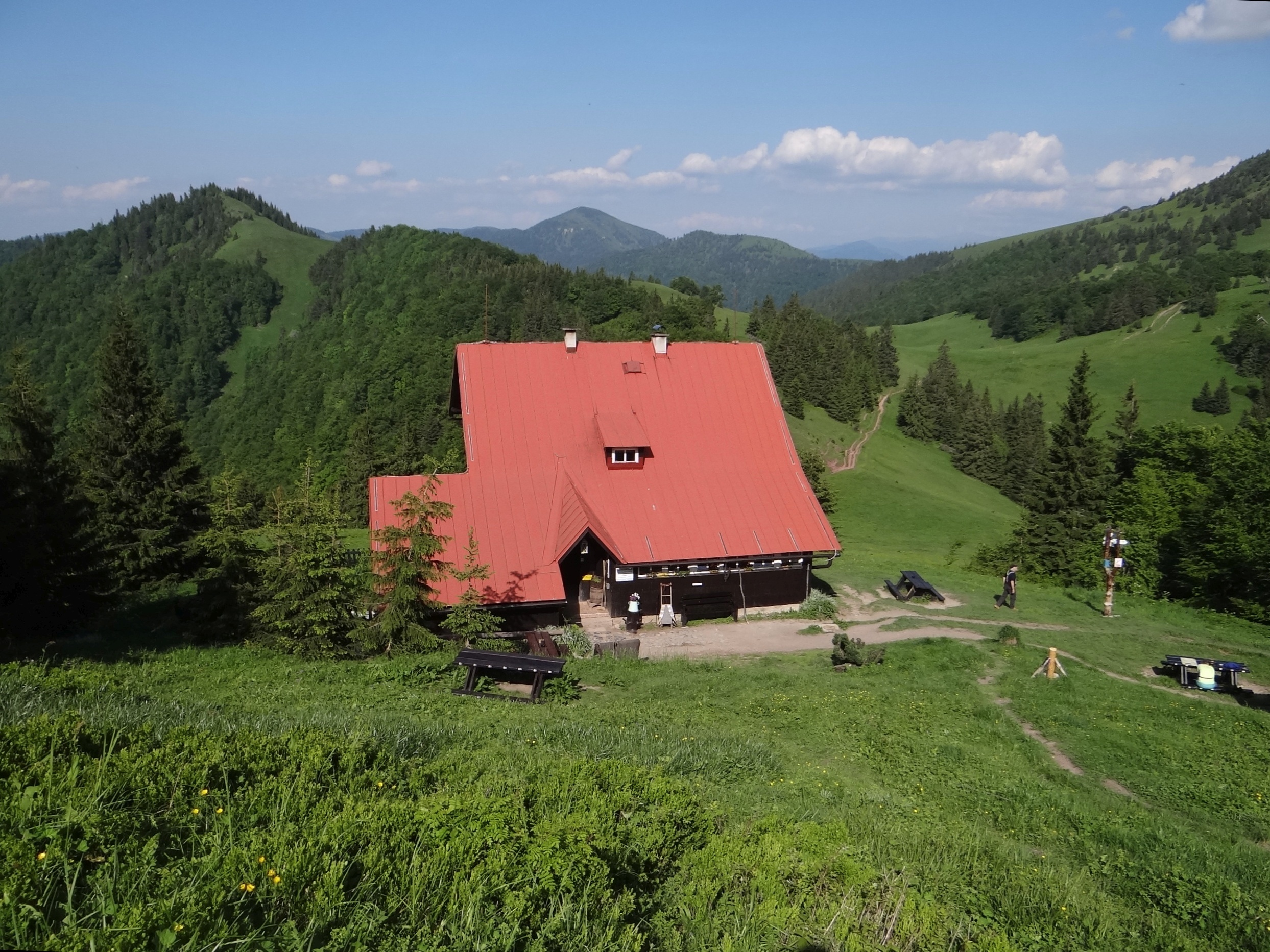
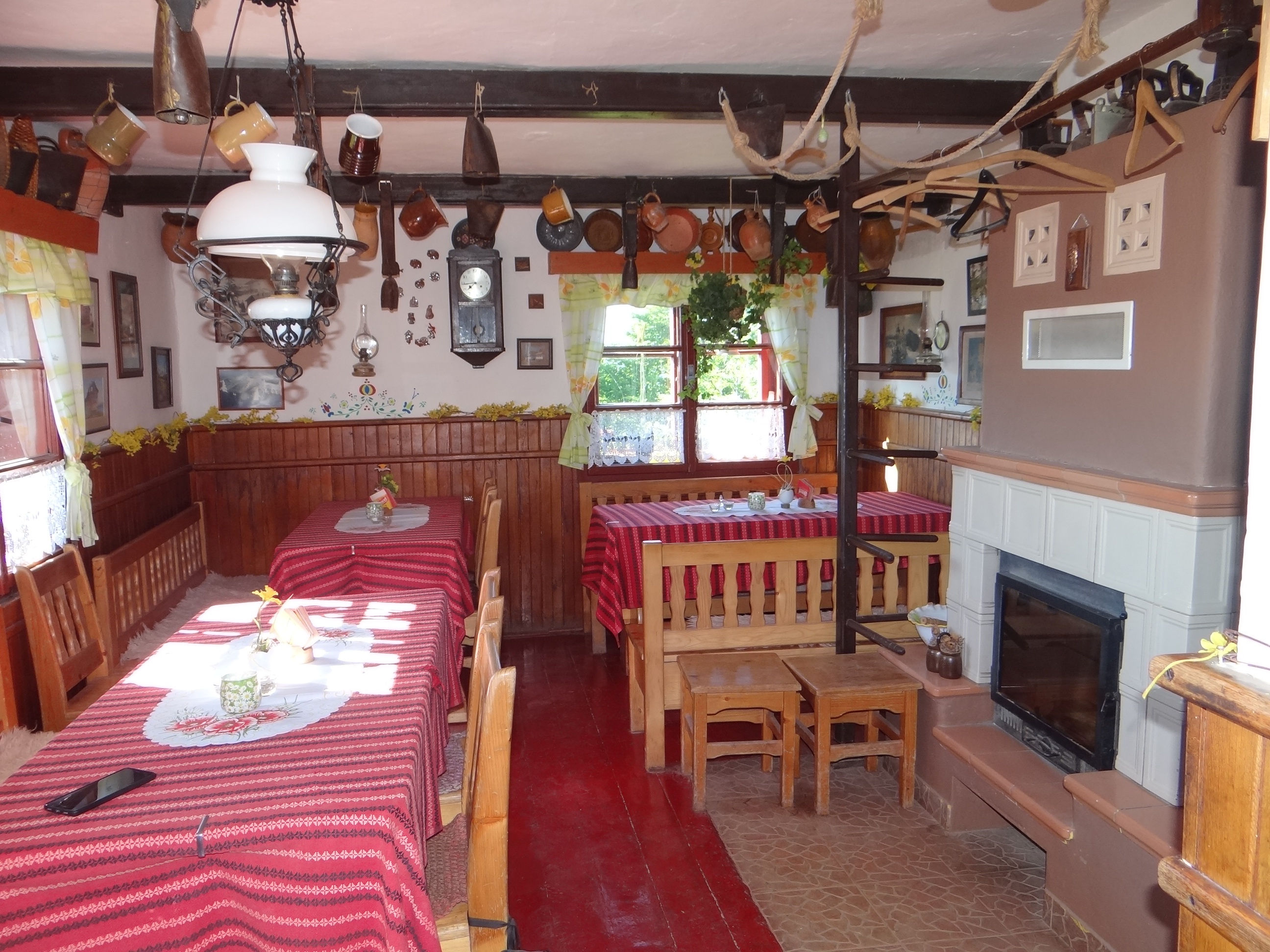
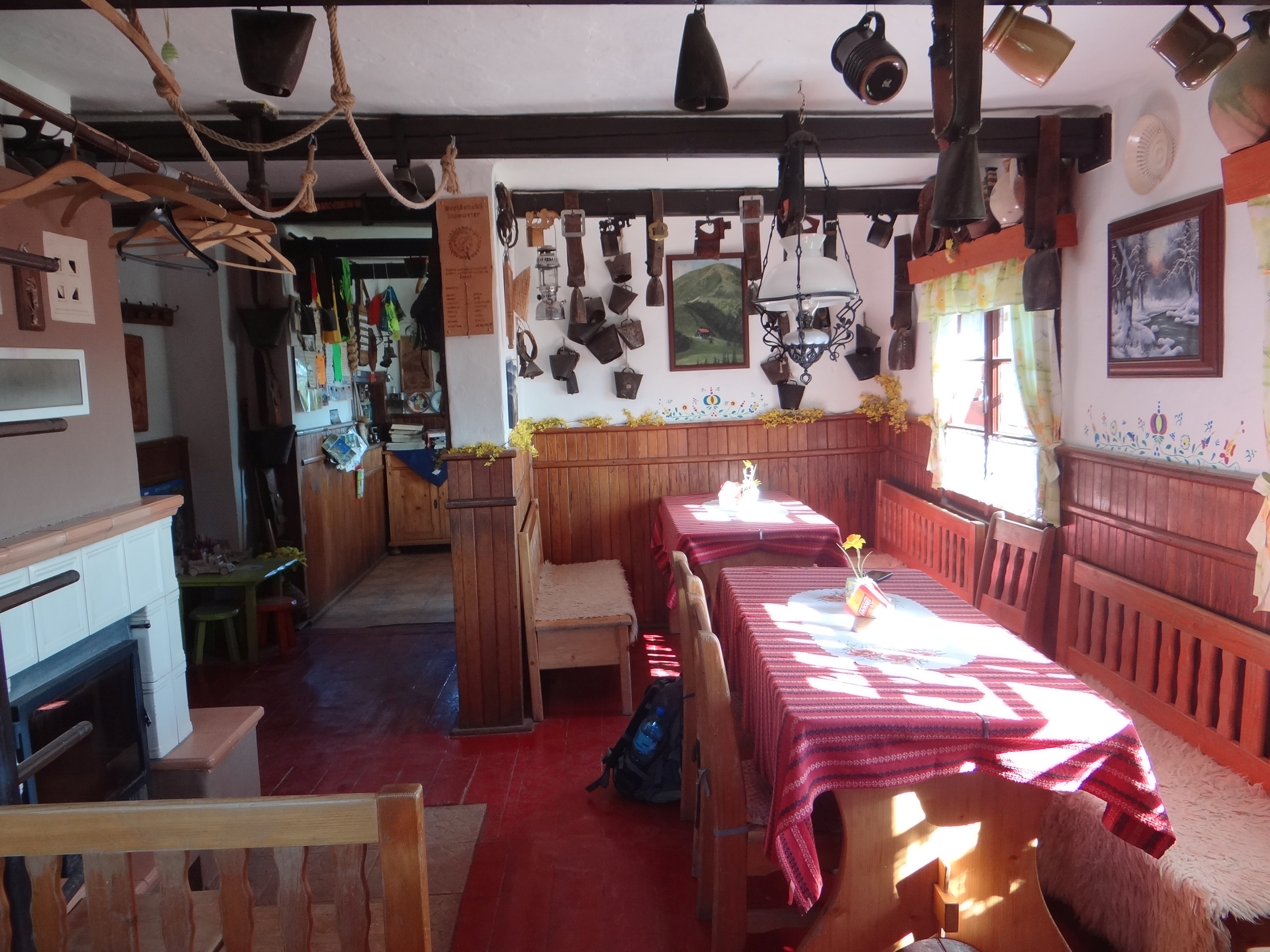
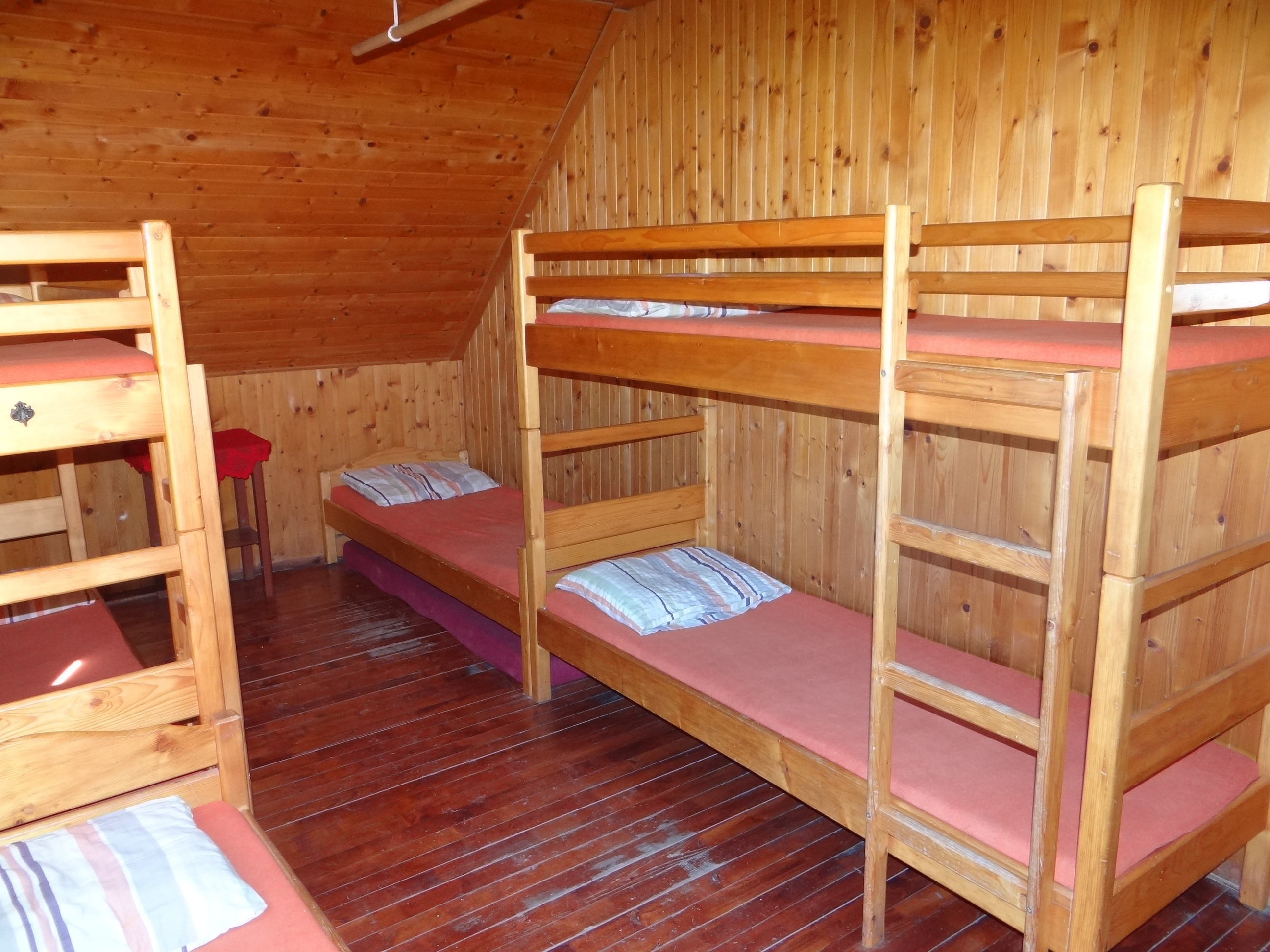

Jest to drewniane schronisko na kamiennej podbudówce. Opalane jest drzewem, którego sągi składane są przy ścianie schroniska. Czynne jest przez cały rok. Znajduje się w samym środku Wielkiej Fatry. Jest to typowe schronisko górskie, przeznaczone dla turystów niewymagających komfortu (ma standard odpowiadający w Polsce chatce studenckiej). Dysponuje 20 miejscami noclegowymi, w razie potrzeby możliwość przenocowania większej ilości osób na podłodze. W schronisku znajduje się kuchnia, jadłodajnia, 2 umywalki (przeważnie tylko z zimną wodą), 2 prysznice (też z zimną wodą), ubikacja męska i damska. Oświetlane jest lampami naftowymi, do przejścia nocą zaleca się zabranie własnej latarki elektrycznej. Brak prądu elektrycznego i drogi dojazdowej, a zaopatrzenie wynoszą na plecach nosicze. Powoduje to, że ceny noclegów i posiłków są stosunkowo wysokie. Dania podzielone na 4 kategorie: na zdravíčko (dla zdrowia), na zahriatie (na rozgrzewkę), od smädu (od pragnienia), od hladu (od głodu). Specjalnością schroniska jest kapustnica, z ciekawszych propozycji można wymienić nosičské kakao z rumem, borišovský grog z rumem i śliwowicę.